# Hemotoxine
Een hemotoxine (ook wel bloedvergif) is een vergif, meestal uitgescheiden door slangen, uit de adderfamilie (viperidae). Het gif tast bloedcellen en/of de bloedcellenaanmaak en/of het beenmerg aan. Hemotoxine kan een bloedverdunnende werking hebben, maar ook een bloedstollende werking. Als er ook andere componenten in een gif (bijvoorbeeld neurotoxine) zitten, kan dat door een bloedverdunnend hemotoxine namelijk snel worden verspreid. De bloedstollende werking veroorzaakt opstoppingen in de bloedbaan, waardoor de doorbloeding van spieren en andere weefsels wordt verminderd. Als de verlammende component in het gif overheerst, wordt het zenuwgif genoemd, in het andere geval spreekt men van een bloedgif.
Slangen uit de familie Elapidae (cobra's, mamba's, koraalslangen, kraits) hebben zenuwgif, deze hebben een verlammende werking. 
Ook de chemische stoffen benzeen en cyanide hebben een hemotoxische werking.